# Tweede Kamerverkiezingen 1998/Kandidatenlijst/D66
De kandidatenlijst voor de Tweede Kamerverkiezingen 1998 van D66 was als volgt:

## De lijst
- vet: verkozen
- schuin: voorkeurdrempel overschreden

1. Els Borst-Eilers - 559.343 stemmen
2. Thom de Graaf - 104.298
3. Roger van Boxtel - 5.189
4. Boris Dittrich - 10.960
5. Hans van Mierlo - 38.995
6. Gerrit Ybema - 4.843
7. Pieter ter Veer - 1.113
8. Bert Bakker - 1.110
9. Arthie Schimmel - 1.270
10. Olga Scheltema-de Nie - 7.209
11. Ursie Lambrechts - 2.601
12. Jan Hoekema - 1.069
13. Francine Giskes - 2.351
14. Francisca Ravestein - 3.048
15. Nicky van 't Riet[1] - 1.697
16. Marijke Augusteijn-Esser[1] - 1.632
17. Stefanie van Vliet[1] - 957
18. Jan van Walsem[1] - 383
19. Joke Jorritsma-van Oosten - 1.894
20. Louwrens Hacquebord - 650
21. Ageeth Telleman-Kraan - 622
22. Dennis Hesseling - 574
23. Hubert Fermina - 1.585
24. Bob van den Bos - 5.202
25. Guikje Rutten meergenaamd Roethof - 571
26. Hans Jeekel - 338
27. Paul Wessels - 805
28. Benito Fraenk - 109
29. Willem Bos - 460
30. Michiel Ruis - 472
31. Marijn de Koning - 3.131
32. Michel van Hulten - 376
33. Steven Pieters - 385
34. Luc Winants - 2.171
35. Els Berman - 308
36. Barryl Biekman - 836
37. Vinko Prizmić - 186
38. Michiel Verbeek - 208
39. Marc-Jan Ahne - 203
40. Heleen Maneschijn - 453
41. Carien Stephan - 180

## Regionale kandidaten
De plaatsen 42 t/m 46 op de lijst waren per kieskring verschillend ingevuld.

### Groningen, Leeuwarden, Assen, Zwolle, Lelystad
1. Carla Dijkstra - 177
2. Kees Slottje - 60
3. Aad de Geus - 49
4. Hans Crebas - 32
5. Koos van Leeuwen - 196

### Nijmegen, Utrecht, Middelburg
1. Heine Buis - 44[2]
2. Janny Flierjans - 27[3]
3. Henk Pijper - 44[4]
4. Emmy Jacobs - 70[5]
5. Lucia Albers - 244

### Arnhem, Tilburg, 's-Hertogenbosch, Maastricht
1. Roland de Bruijn - 194
2. Ron Hendriks - 130
3. Peter van den Akker - 290
4. Anneke Portegies - 234
5. Dick Ross - 494

### Amsterdam, Haarlem, Den Helder
1. Chan Choenni - 70
2. Rudi Speear - 31
3. Henny Kok - 139
4. Henk Mosk - 91
5. Jet Brummelhuis-Middelhoff - 410

### 's-Gravenhage, Rotterdam, Leiden
1. Jan Willem van Waning - 30
2. Suzanne Bakker - 104
3. Han Weber - 35
4. Miriam ter Braak - 106
5. Dick Teegelaar - 167[6]

### Dordrecht
1. Heine Buis - 2[2]
2. Janny Flierjans - 17[3]
3. Henk Pijper - 11[4]
4. Emmy Jacobs - 31[5]
5. Dick Teegelaar - 184[6]

PvdA · CDA · VVD · D66 · AOV/U55+ · GroenLinks · Centrumdemocraten · RPF · SGP · GPV · SP · Senioren 2000 · Natuurwetpartij · NCPN · De Groenen · Vrije Indische Partij · Idealisten/Jij · NMP · Nederland Mobiel · Katholiek Politieke Partij · Het Kiezers Collectief · NSOV
1967 · 1971 · 1972 · 1977 · 1981 · 1982 · 1986 · 1989 · 1994 · 1998 · 2002 · 2003 · 2006 · 2010 · 2012 · 2017 · 2021 · 2023